# 100940 Maunder
100940 Maunder este un asteroid din centura principală de asteroizi.

## Descriere
100940 Maunder este un asteroid din centura principală de asteroizi. A fost descoperit pe 28 iunie 1998 la Observatorul La Silla de Eric Walter Elst. Asteroidul prezintă o orbită caracterizată de o semiaxă mare de 2,61 ua, o excentricitate de 0,17 și o înclinație de 15,9° în raport cu ecliptica.